# The St. James
The St. James es un rascacielos residencial de lujo en Washington Square West, Filadelfia, Pensilvania, Estados Unidos. Mide 151, 8 m y tiene 45 pisos. Está ubicado a lo largo de Walnut Street y Washington Square y es el decimoquinto edificio más alto de Filadelfia.
El rascacielos de vidrio y hormigón al estilo de Chicago incorporó a su diseño varios edificios históricos del siglo XIX que se alineaban en Walnut Street. Estos edificios incluían tres casas adosadas de estilo federal construidas en 1807 llamadas York Row y la antigua sede de estilo italianizante de la Philadelphia Savings Fund Society, construida entre 1868 y 1869. Después de permanecer vacía y descuidada durante años, la única parte de York Row que se conservó fueron las fachadas de las casas adosadas. Solo se demolió una parte trasera del edificio de la Philadelphia Savings Fund Society, y el resto se incorporó como espacio comercial y de oficinas.
P&A Associates intentó por primera vez construir en el sitio en 1995, pero se retrasó debido a la falta de confianza de los inversionistas en el proyecto. Cuando el mercado residencial de Filadelfia mejoró a fines de los años 1990, St. James Associates Joint Venture, una empresa conjunta de P&A Associates y otros, comenzó la construcción en noviembre de 2001. El edificio de gran altura, terminado en 2004, cuenta con 306 unidades, cada una, excepto los apartamentos tipo estudio, con balcón privado. Sus comodidades incluyen una piscina de 18,3 m de largo, patio privado y garaje de estacionamiento de nueve pisos que conforma la base del edificio.

## Historia

### Sede de PSFS y York Row
El sitio de The St. James fue ocupado anteriormente por un grupo de edificios históricos del siglo XIX que se alineaban en Walnut Street en el vecindario Washington Square West en el Center City. El más notable de ellos fue la antigua sede de la Philadelphia Savings Fund Society (PSFS). Diseñado en 1868 por Addison Hutton, el edificio de estilo italianizante con fachada de granito fue la segunda sede construida por PSFS. La construcción comenzó el 13 de junio de 1868 y se inauguró el 11 de octubre de 1869. Hutton hizo una adiciòn en 1885 y Frank Furness otra en 1895. El edificio sirvió como sede de PSFS hasta 1932, cuando la empresa se trasladó al PSFS Building en Market Street.
Los otros edificios son la York Row, un grupo de casas adosadas de tres pisos hechas con tres tipos de ladrillo. Construida en 1807 al estilo federal, es un ejemplo temprano de desarrollo habitacional especulativo. York Row se construyó en un momento en que la población de Filadelfia se desplazaba hacia el oeste, lejos del río Delaware.

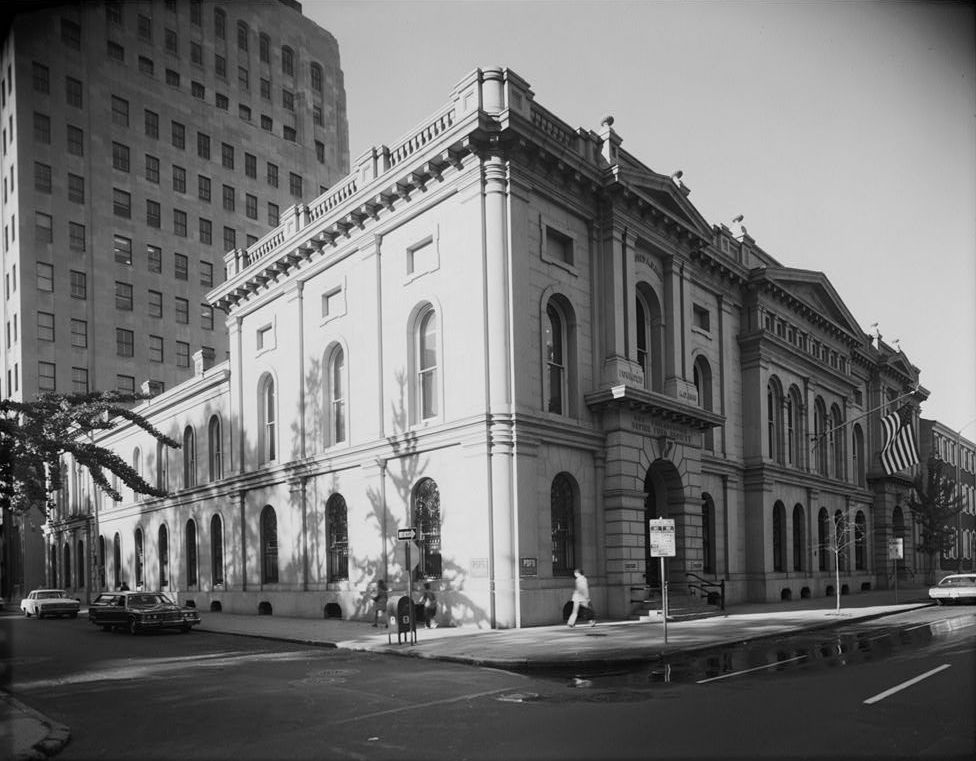
El edificio de la sede de PSFS en los años 1970. York Row está en el extremo derecho.

Los edificios fueron comprados por 4,7 millones de dólares en 1988 por el inversor inmobiliario Samuel A. Rappaport. Rappaport, que hizo una fortuna comprando, mejorando y luego vendiendo propiedades deterioradas, anunció en 1989 que planeaba convertir el edificio en su propia sede personal y agregar un salón de baile acristalado en la parte superior. Rappaport también planeó tener un apartamento en una de las casas York Row. Sin embargo, como muchos otros edificios propiedad de Rappaport, terminaron quedándose vacíos y descuidados, convirtiéndose en un objetivo para los vándalos y las personas sin hogar.
Rappaport murió en 1994, y en enero de 1995 el promotor P&A Associates anunció su acuerdo para comprar las propiedades de su patrimonio. El desarrollador también reveló planes para construir una torre residencial de lujo en el sitio. El plan requería desmantelar parte de las adiciones de Furness a la sede de PSFS, que serviría como vestíbulo de la torre. Las casas de York Row habrían sido completamente demolidas. El plan fue controvertido ya que los conservacionistas querían que los edificios permanecieran sin cambios. P&A Associates se reunió con representantes de Preservation Alliance for Greater Philadelphia y en febrero de 1995 presentó un nuevo plan que preservaría la mayor parte de la sede de PSFS y la fachada de York Row. El nuevo plan, que fue aprobado por la Comisión Histórica de Filadelfia, incluía renovar la sede de PSFS y convertirla en espacio para restaurantes y oficinas. Los interiores del edificio York Row habían sido despojados de todo, excepto de un manto de chimenea, y no se pudieron restaurar. En cambio, P&A Associates conservaría la fachada frontal de las casas, de regreso a la línea de la cumbrera del techo.

### Construcción
Tras el anuncio de 1995 el proyecto se estancó porque P&A Associates no pudo encontrar inversionistas. Estos se mostraron escépticos de que los apartamentos residenciales de lujo fuera del vecindario de Rittenhouse Square en Center City pudieran tener éxito. La demora permitió que otro desarrollador anunciara un acuerdo para adquirir la propiedad. En marzo de 1999, el desarrollador con sede en Chicago Barton Group anunció su plan para construir una torre residencial de lujo de 37 pisos y 322 unidades. El plan de Barton Group también incorporaría el edificio de la sede de PSFS y York Row en la torre.
A fines de los años 1990, Filadelfia estaba experimentando un auge de los condominios, con más de 70 edificios de oficinas y fabricación de Center City que se convirtieron en apartamentos de alquiler y condominios entre 1998 y 2004. Con el crecimiento del mercado residencial en Center City, P&A Associates se asoció con la firma de bienes raíces Boston Financial para financiar su torre. Casi al mismo tiempo, Barton Group puso fin a sus intenciones con el sitio y vendió su participación a P&A Associates y Boston Financial. El inmueble anunciado por P&A Associates y Boston Financial sería una torre de alquiler de lujo de 300 unidades llamada St. James Court, que lleva el nombre de una calle adyacente. El rascacielos aún incorporaría los esfuerzos de preservación de los edificios del siglo XIX acordados en 1995.
P&A Associates recibió la aprobación final de la junta de zonificación de la ciudad y la comisión histórica en agosto de 1999, pero continuó buscando más financiamiento, que pudo obtener del Corus Bank de Chicago en septiembre de 2001. Para construir la torre, ahora llamada The St. James, P&A Associates formó St. James Associates Joint Venture con Clark Realty Capital LLC y Lend Lease Real Estate Investments, que representaba a un cliente no revelado. Con el respaldo financiero de sus socios y las exenciones fiscales para la nueva construcción residencial aprobada en 2000, la construcción comenzó el 28 de noviembre de 2001. BACE Construction (con sede en Filadelfia) se adjudicó la construcción del proyecto. Filadelfia no había visto ningún desarrollo residencial de gran altura desde los años 1980, y The St. James fue uno de los primeros en comenzar la construcción en la ciudad, precedido solo por Residences de 16 pisos en el Dockside, que comenzó su construcción en 2000. Se convirtió en el edificio residencial más grande de la ciudad.
A principios de marzo de 2004, se había alquilado el 20 por ciento de las 306 unidades en The St. James. La construcción se completó más tarde ese mes, con los toques finales agregados más adelante en el año. En marzo de 2005, un año después de la finalizaciòn, P&A Associates y Clark Realty Capital, bajo el nombre de 700 Walnut LP, anunciaron que The St. James estaba a la venta. En ese momento, se alquilaba el 45 por ciento de sus unidades. P&A Associates vendió su participación en el edificio ese mismo año.

## Edificio
The St. James es un rascacielos residencial de lujo de 45 pisos en el centro de la ciudad. Con 151,8 m de altura, es el decimoquinto edificio más alto de Filadelfia. Solomon Cordwell Buenz & Associates Inc. diseñó el rascacielos estilo Chicago de 80 millones de dólares con la ayuda del estudio de arquitectura BLT Architects. Ubicado entre 8th Street, Walnut Street, St. James Street y Washington Square, The St. James se encuentra a dos cuadras del Independence Hall. La fachada este y oeste del rascacielos de vidrio y concreto está dividida entre una pared curva, un ala cuadrada y una franja de vidrio azul que los separa.
El St. James tiene 39 000 m² de espacio residencial y comercial. Esto incluye 770 m² de espacio para oficinas, 13300 m² de espacio comercial y 36 500 m² de espacio residencial. Las 306 unidades residenciales cuentan con 9 pies (2,7 m) techos y ventanas de piso a techo. El edificio cuenta con un sistema de calefacción y aire acondicionado de cuatro tubos, y todas las unidades, excepto los apartamentos tipo estudio, tienen un balcón privado. Las comodidades del edificio incluyen un club de salud en el piso 11 y una piscina de 18,3 m.
Los primeros nueve pisos de The St. James albergan estacionamiento privado para residentes del edificio. El piso de venta al nivel de la calle está ocupado por un restaurante de mariscos Starbucks y Oceanaire. A lo largo de Walnut Street, The St. James incorporó las fachadas de las casas de York Row, mientras que el resto de los edificios fueron demolidos. La torre principal se establece a 4,6 m de las fachadas de York Row para preservar el aspecto original de Row. Todo menos el alerón trasero del edificio de la sede del PSFS se incorporó a la torre. La parte demolida del edificio de PSFS se convirtió en un patio oculto para los residentes.
Los conservacionistas criticaron cómo se conservaron las casas de York Row. El vicepresidente de Preservation Alliance for Greater Philadelphia, J. Randall Cotton, las llamó "fachadasctomías", y consideró que salvar las fachadas no preservaba la esencia de los edificios, pero que era mejor que nada. Cotton dijo: "A nivel del globo ocular, dará algo de la coherencia del paisaje urbano de Filadelfia, que es una escala humana. La belleza de Filadelfia es que sus lotes tenían de 20 a 25 pies, lo que permitía una puerta y dos ventanas. Es una falsedad dejar atrás un gran edificio. Pero es preferible a la demolición" La crítica de arquitectura de The Philadelphia Inquirer, Inga Saffron, criticó el estacionamiento en los pisos inferiores, diciendo que "resta valor a las líneas verticales y nítidas de [The St. James] y choca con torpeza contra los edificios históricos. El garaje también hace que la torre se sienta distante de la vida de la ciudad". El St. James ha ganado varios premios, incluidos los premios de la Asociación Nacional de Constructores de Viviendas de 2006 al Mejor Mercado Primario de Apartamentos de Alquiler de Lujo y al Mejor Apartamento de Alquiler de Gran Altura.